# Tillandsia mitlaensis
Tillandsia mitlaensis är en gräsväxtart som beskrevs av Wilhelm Weber och Renate Ehlers. Tillandsia mitlaensis ingår i släktet Tillandsia och familjen Bromeliaceae.

## Underarter
Arten delas in i följande underarter:
- T. m. mitlaensis
- T. m. tulensis